# ويسلي أدي
ويسلي أدي (بالإنجليزية: Wesley Addy)‏ مواليد 4 أغسطس 1913 في أوماها، الولايات المتحدة - الوفاة 31 ديسمبر 1996 في دانبري، الولايات المتحدة، هو ممثل أمريكي بدأ مسيرته الفنية سنة 1950. امتدت مسيرته الفنية لأكثر من 46 عاما.

## الأعمال
- إداناتي الستة
- تورا! تورا! تورا!
- شبكة
- الحكم

## روابط خارجية
- ويسلي أدي على موقع IMDb (الإنجليزية)
- ويسلي أدي على موقع أول موفي (الإنجليزية)
- ويسلي أدي على موقع قاعدة بيانات برودواي على الإنترنت (الإنجليزية)
- ويسلي أدي على موقع إن إن دي بي (الإنجليزية)
- ويسلي أدي على موقع قاعدة بيانات الفيلم (الإنجليزية)